# Janvier 1862

## Événements

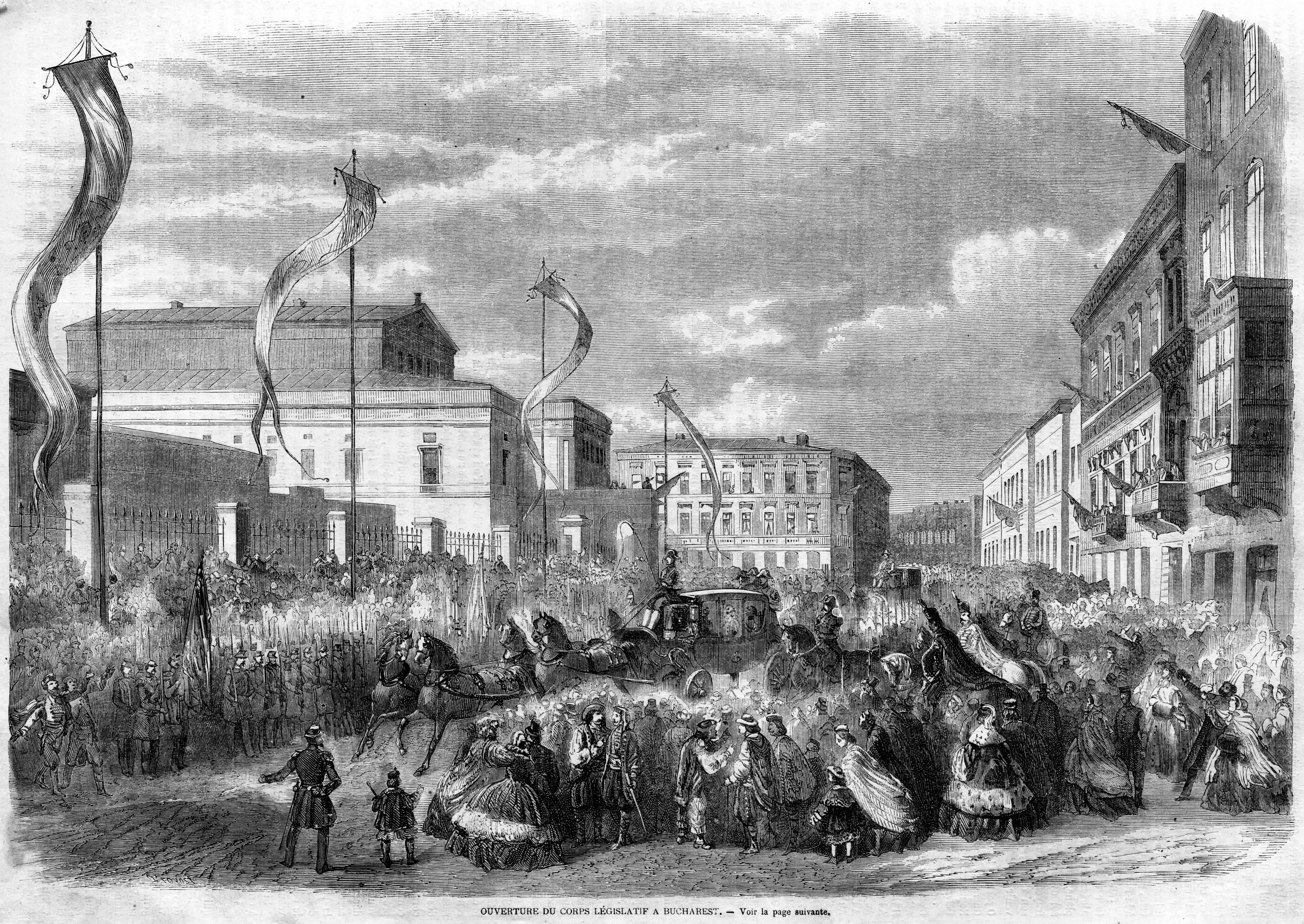
24 janvier : le prince Alexandre Jean Cuza proclame Bucarest capitale des Principautés roumaines unies.

- Mexique : des troupes franco-anglo-espagnoles occupent Veracruz.

- 10 janvier, États-Unis : bataille de Middle Creek, remportée par les troupes de l'Union commandées par James Abram Garfield.

- 11 janvier : le président de Honduras José Santos Guardiola est assassiné. La guerre civile reprend après six ans.

- 22 janvier-3 février : gouvernement conservateur de Barbu Catargiu dans les Principautés unies de Moldavie et de Valachie.

- Décembre 1861-fin janvier : Grande inondation de 1862 sur la côte ouest de États-Unis.

## Naissances
- 8 janvier : Joseph Déchelette archéologue français († 4 octobre 1914).
- 15 janvier : Loïe Fuller danseuse américaine morte à Paris le († 1er janvier 1928).
- 22 janvier : Joseph Bail, peintre français († 28 novembre 1921).
- 23 janvier : David Hilbert, mathématicien allemand

## Décès
- 17 janvier : John Tyler, ancien président des États-Unis.